# سالانتای
سالانتای (به لاتین: Salantai) در لیتوانی با جمعیت ۱٬۸۸۷ نفر است که در samogitia واقع شده‌است.